# Kirkby Lonsdale
Kirkby Lonsdale is een Engels stadje en civil parish met 1843 inwoners in Cumbria aan de Lune. Het ligt op 21 km zuidoostwaarts van Kendal. De stad ligt nabij het Lake District en de Yorkshire Dales en ligt aan de grens met het graafschap Lancashire. De plaats is populair bij toeristen.
Kirkby Lonsdale is een historisch marktstadje, dat al marktrechten bezit sinds de vroege 13e eeuw, evenals het recht om elke september een grote jaarmarkt te houden. Verschillende straatnamen herinneren daaraan, zoals Swine Market, Horse Market en de onvermijdelijke Market Street en Market Square; deze laatste dateert overigens 'slechts' uit 1822, toen de oorspronkelijke markt te klein bleek geworden.
Het historische belang van de stad blijkt ook uit het feit dat de plaats als een van de weinige kleine plaatsen in het huidige Cumbria (Kirkby Lonsdale lag voorheen in het historische graafschap Westmorland) wordt vermeld in het beruchte uit de elfde eeuw daterende Domesday Book.
Het stadje kent een aantal toeristische trekpleisters. Een daarvan is de indrukwekkende oude in Normandische stijl gebouwde St Mary's Church, gebouwd op nog oudere Saksische fundamenten. Om de kerk ligt een begraafplaats die leidt naar de naast een folly gelegen wandelpad waar de bezoeker een blik kan werpen op 'Ruskin's View', genoemd naar de kunstcriticus, schrijver en kunstenaar John Ruskin, die deze plaats, ook vereeuwigd door de schilder William Turner, omschreef als 'een van de mooiste plaatsen in Engeland, en dus in de wereld'. Van hieruit kan men bij laag water langs de hier ondiepe rivier de Lune wandelen naar de befaamde, vermoedelijk uit de 13e eeuw daterende, Devil's Bridge.